# Castilleja parviflora
Espèce
Classification APG III (2009)
Castilleja parviflora est une plante de la famille des Scrophulariaceae originaire des montagnes de l'ouest de l'Amérique du Nord depuis l'Alaska jusqu'à la Californie.
Elle peut atteindre 40 cm de haut.